# Теофанија (супруга Лава VI)
Теофанија (грч. Θεοφανώ) је била прва супруга византијског цара Лава VI Мудрог. Поштована је у православљу као светитељка.
Рођена је у Цариграду у првој половини IX века. Као веома лепа и добро образована кћи богатих и уважених родитеља, сродника више царских династија постала је као врло млада супруга Лава VI Мудрог по избору његовог оца цара Василија Македонца.
Након сукоба између њеног мужа Лава VI са оцем Василијем била је утамничена три године заједно са својим мужем.
Иако са царским достојанством, живела је веома скромно и милитвено. Своје хаљине и наките делила је сиротињи и удовицама. радила је на обнови манастира и монаштва.
Умрла је 10. новембра 893. године. Канонизована је убрзо после смрти. По предању прославила се мноштвом чуда која су се десила неколико дана након њене смрти, због чега је њен муж цар Лав VI неколико година након тога саградио храм посвећен њој у Цариграду.
Православна црква прославља царицу Теофанију 16. децембра по Јулијанском календару).